# Midila martineziana
Midila martineziana là một loài bướm đêm trong họ Crambidae.